# Alexa Davalos
Alexa Davalos, född 28 maj 1982 i Paris, Frankrike, är en amerikansk skådespelare. Hennes morfar var skådespelerskan Richard Davalos och hennes mamma är skådespelerskan Elyssa Davalos. Davalos är kanske mest känd för sin roll i dramaserien The Man in the High Castle.

## Filmografi i urval
- 2002–2003 – Angel (TV-serie)
- 2004 – The Chronicles of Riddick
- 2008 – Motstånd
- 2010 – Clash of the Titans
- 2015–2019 – The Man in the High Castle (TV-serie)
- 2021–2023 – FBI: Most Wanted (TV-serie)